# Eupithecia candidata
Eupithecia candidata är en fjärilsart som beskrevs av W. Warren 1907. Eupithecia candidata ingår i släktet Eupithecia och familjen mätare. Inga underarter finns listade i Catalogue of Life.